# Кшивда (гмина)
Кшивда (пол. Krzywda) — сельская гмина (волость) в Польше, входит как административная единица в Лукувский повет, Люблинское воеводство. Население — 10 437 человек (на 2004 год).

## Соседние гмины
1. Гмина Адамув
2. Гмина Клочев
3. Гмина Новодвур
4. Гмина Станин
5. Гмина Войцешкув
6. Гмина Воля-Мысловска